# 盛佶
盛佶（?—?），是北宋初年西平王李德明属下的白池军主。
宋真宗景德三年（1006年），府州折惟昌说盛佶是兀泥族大首领名崖的从父。盛佶暗中派人告诉名崖，德明对宋朝外托修贡之名，对内暗中阅兵，有图谋北宋疆土的计划。宋真宗得知后，下诏抚谕盛佶，赐锦袍银带。